# Мехов
Мѐхов или Мехув (на полски: Miechów) е град в Южна Полша, Малополско войводство. Административен център на Меховски окръг, както и на градско-селската Меховска община. Заема площ от 15,49 км2.

## Население
Според данни от полската Централна статистическа служба, към 1 януари 2014 г. населението на града възлиза на 11 832 души. Гъстотата е 764 души/км2.